# 有限差分法
在数学中，有限差分法（finite-difference methods，簡稱FDM），是一种微分方程数值方法，是通过有限差分來近似导數，从而寻求微分方程的近似解。

## 由泰勒展開式的推導
首先假設要近似函數的各級導數都有良好的性質，依照泰勒定理，可以形成以下的泰勒展開式：
{\displaystyle f(x_{0}+h)=f(x_{0})+{\frac {f'(x_{0})}{1!}}h+{\frac {f^{(2)}(x_{0})}{2!}}h^{2}+\cdots +{\frac {f^{(n)}(x_{0})}{n!}}h^{n}+R_{n}(x),}
其中n!表示是n的階乘，Rn(x)為餘數，表示泰勒多項式和原函數之間的差。可以推導函數f一階導數的近似值：
{\displaystyle f(x_{0}+h)=f(x_{0})+f'(x_{0})h+R_{1}(x),}
設定x0=a，可得：
{\displaystyle f(a+h)=f(a)+f'(a)h+R_{1}(x),}
除以h可得：
{\displaystyle {f(a+h) \over h}={f(a) \over h}+f'(a)+{R_{1}(x) \over h}}
求解f'(a)：
{\displaystyle f'(a)={f(a+h)-f(a) \over h}-{R_{1}(x) \over h}}
假設{\displaystyle R_{1}(x)}相當小，因此可以將"f"的一階導數近似為：
{\displaystyle f'(a)\approx {f(a+h)-f(a) \over h}.}

## 準確度及誤差
近似解的誤差定義為近似解及解析解之間的差值。有限差分法的兩個誤差來源分別是捨入誤差及截尾誤差（或稱為離散化誤差），前者是因為電腦計算小數時四捨五入造成的誤差，後者則是用有限阶级数表示导数引起的误差。

有限差分法是以在格點上函數的值為準

在運用有限差分法求解一問題（或是說找到問題的近似解）時，第一步需要將問題的定義域離散化。一般會將問題的定義域用均勻的網格分割（可參考右圖）。因此有限差分法會制造一組導數的離散數值近似值。
一般會關注近似解的局部截尾誤差，會用大O符號表示，局部截尾誤差是指應用有限差分法一次後產生的誤差，因此為{\displaystyle f'(x_{i})-f'_{i}}，此時{\displaystyle f'(x_{i})}是實際值，而{\displaystyle f'_{i}}為近似值。泰勒多項式的餘數項有助於分析局部截尾誤差。利用{\displaystyle f(x_{0}+h)}泰勒多項式的餘數項，也就是
{\displaystyle R_{n}(x_{0}+h)={\frac {f^{(n+1)}(\xi )}{(n+1)!}}(h)^{n+1}}, 其中{\displaystyle x_{0}<\xi <x_{0}+h},
可以找到局部截尾誤差的主控項，例如用前項差分法計算一階導數，已知{\displaystyle f(x_{i})=f(x_{0}+ih)},
{\displaystyle f(x_{0}+ih)=f(x_{0})+f'(x_{0})ih+{\frac {f''(\xi )}{2!}}(ih)^{2},}
利用一些代數的處理，可得
{\displaystyle {\frac {f(x_{0}+ih)-f(x_{0})}{ih}}=f'(x_{0})+{\frac {f''(\xi )}{2!}}ih,}
注意到左邊的量是有限差分法的近似，右邊的量是待求解的量再加上一個餘數，因此餘數就是局部截尾誤差。上述範例可以用下式表示：
{\displaystyle {\frac {f(x_{0}+ih)-f(x_{0})}{ih}}=f'(x_{0})+O(h).}
在此例中，局部截尾誤差和時間格點的大小成正比。

## 範例：常微分方程
例如考慮以下的常微分方程
{\displaystyle u'(x)=3u(x)+2.\,}
利用數值方法中歐拉法求解，利用以下的有限差分式
{\displaystyle {\frac {u(x+h)-u(x)}{h}}\approx u'(x)}
來近似導數，並配合一些代數處理（等號兩側同乘以h，再加上u(x)），可得
{\displaystyle u(x+h)=u(x)+h(3u(x)+2).\,}
最後的方程式即為有限差分方程，求解此方程則可得到原方程的近似解。

## 範例：熱傳導方程
考慮正規化的一維熱傳導方程式，為齊次的狄利克雷邊界條件
{\displaystyle U_{t}=U_{xx}\,}
{\displaystyle U(0,t)=U(1,t)=0\,}（邊界條件）
{\displaystyle U(x,0)=U_{0}(x)\,}（初始條件）
對此問題求數值解的一種方式是用差分去近似所有的導數，可以將空間分割為{\displaystyle x_{0},...,x_{J}}，將時間也分割為{\displaystyle t_{0},....,t_{N}}。假設在時間及空間都是均勻的網格切割，空間中兩個連續位置的間隔為h，兩個連續時間之間的間隔為k。點
{\displaystyle u(x_{j},t_{n})=u_{j}^{n}}
表示{\displaystyle u(x_{j},t_{n})}的數值近似解。

### 顯式方法

熱傳導方程最常用顯式方法的模版

利用在時間{\displaystyle t_{n}}的前向差分，以及在位置{\displaystyle x_{j}}的二階中央差分（FTCS 格式），可以得到以下的迭代方程：
{\displaystyle {\frac {u_{j}^{n+1}-u_{j}^{n}}{k}}={\frac {u_{j+1}^{n}-2u_{j}^{n}+u_{j-1}^{n}}{h^{2}}}.\,}
這是用求解一維導熱傳導方程的顯式方法。
可以用以下的式子求解{\displaystyle u_{j}^{n+1}}
{\displaystyle u_{j}^{n+1}=(1-2r)u_{j}^{n}+ru_{j-1}^{n}+ru_{j+1}^{n}}
其中{\displaystyle r=k/h^{2}.}
因此配合此迭代關係式，已知在時間n的數值，可以求得在時間n+1的數值。{\displaystyle u_{0}^{n}}及{\displaystyle u_{J}^{n}}的數值可以用邊界條件代入，在此例中為0。
此顯式方法在{\displaystyle r\leq 1/2}時，為數值稳定且收斂。其數值誤差和時間間隔成正比，和位置間隔的平方成正比：
{\displaystyle \Delta u=O(k)+O(h^{2})\,}

### 隱式方法

隱式方法的模版

若使用時間{\displaystyle t_{n+1}}的後向差分，及位置{\displaystyle x_{j}}的二階中央差分（BTCS 格式），可以得到以下的迭代方程：
{\displaystyle {\frac {u_{j}^{n+1}-u_{j}^{n}}{k}}={\frac {u_{j+1}^{n+1}-2u_{j}^{n+1}+u_{j-1}^{n+1}}{h^{2}}}.\,}
這是用求解一維導熱傳導方程的隱式方法。
在求解線性聯立方程後可以得到{\displaystyle u_{j}^{n+1}}：
{\displaystyle (1+2r)u_{j}^{n+1}-ru_{j-1}^{n+1}-ru_{j+1}^{n+1}=u_{j}^{n}}
此方法不論{\displaystyle r}的大小，都數值稳定且收斂，但在計算量會較顯式方法要大，因為每前進一個時間間隔，就需要求解一個聯立的數值方程組。其數值誤差和時間間隔成正比，和位置間隔的平方成正比：
{\displaystyle \Delta u=O(k)+O(h^{2})\,}

### 克兰克－尼科尔森方法
若使用時間{\displaystyle t_{n+1/2}}的中間差分，及位置{\displaystyle x_{j}}的二階中央差分（CTCS 格式），可以得到以下的迭代方程：
{\displaystyle {\frac {u_{j}^{n+1}-u_{j}^{n}}{k}}={\frac {1}{2}}\left({\frac {u_{j+1}^{n+1}-2u_{j}^{n+1}+u_{j-1}^{n+1}}{h^{2}}}+{\frac {u_{j+1}^{n}-2u_{j}^{n}+u_{j-1}^{n}}{h^{2}}}\right).\,}
此公式為克兰克－尼科尔森方法（Crank–Nicolson method）。

克兰克－尼科尔森方法的模版

在求解線性聯立方程後可以得到{\displaystyle u_{j}^{n+1}}：
{\displaystyle (2+2r)u_{j}^{n+1}-ru_{j-1}^{n+1}-ru_{j+1}^{n+1}=(2-2r)u_{j}^{n}+ru_{j-1}^{n}+ru_{j+1}^{n}}
此方法不論{\displaystyle r}的大小，都數值稳定且收斂，但在計算量會較顯式方法要大，因為每前進一個時間間隔，就需要求解一個聯立的數值方程組。其數值誤差和時間間隔的平方成正比，和位置間隔的平方成正比：
{\displaystyle \Delta u=O(k^{2})+O(h^{2}).\,}
若時間刻度較小時，克兰克－尼科尔森方法是最精確的，而顯式方法是最不精確的，而且可能會不穩定，但是是最容易計算的，其數值計算量也最少。若時間刻度較大時，隱式方法的效果最好。

## 外部連結
- Finite-Difference Method (see and listen to lecture 9)
- List of Internet Resources for the Finite Difference Method for PDEs
- Finite Difference Method of Solving ODEs (Boundary Value Problems) Notes, PPT, Maple, Mathcad, Matlab, Mathematica （页面存档备份，存于）
- Lecture Notes Shih-Hung Chen, National Central University
- Randall J. LeVeque（英语：Randall J. LeVeque）, Finite Difference Methods for Ordinary and Partial Differential Equations （页面存档备份，存于）, SIAM, 2007.
- Finite Difference Method
- Finite Difference Method for Boundary Value Problems （页面存档备份，存于）
- Finite Difference Methodology in Materials Science
- Numerical Methods for time-dependent Partial Differential Equations （页面存档备份，存于）